# Stefan Böhm

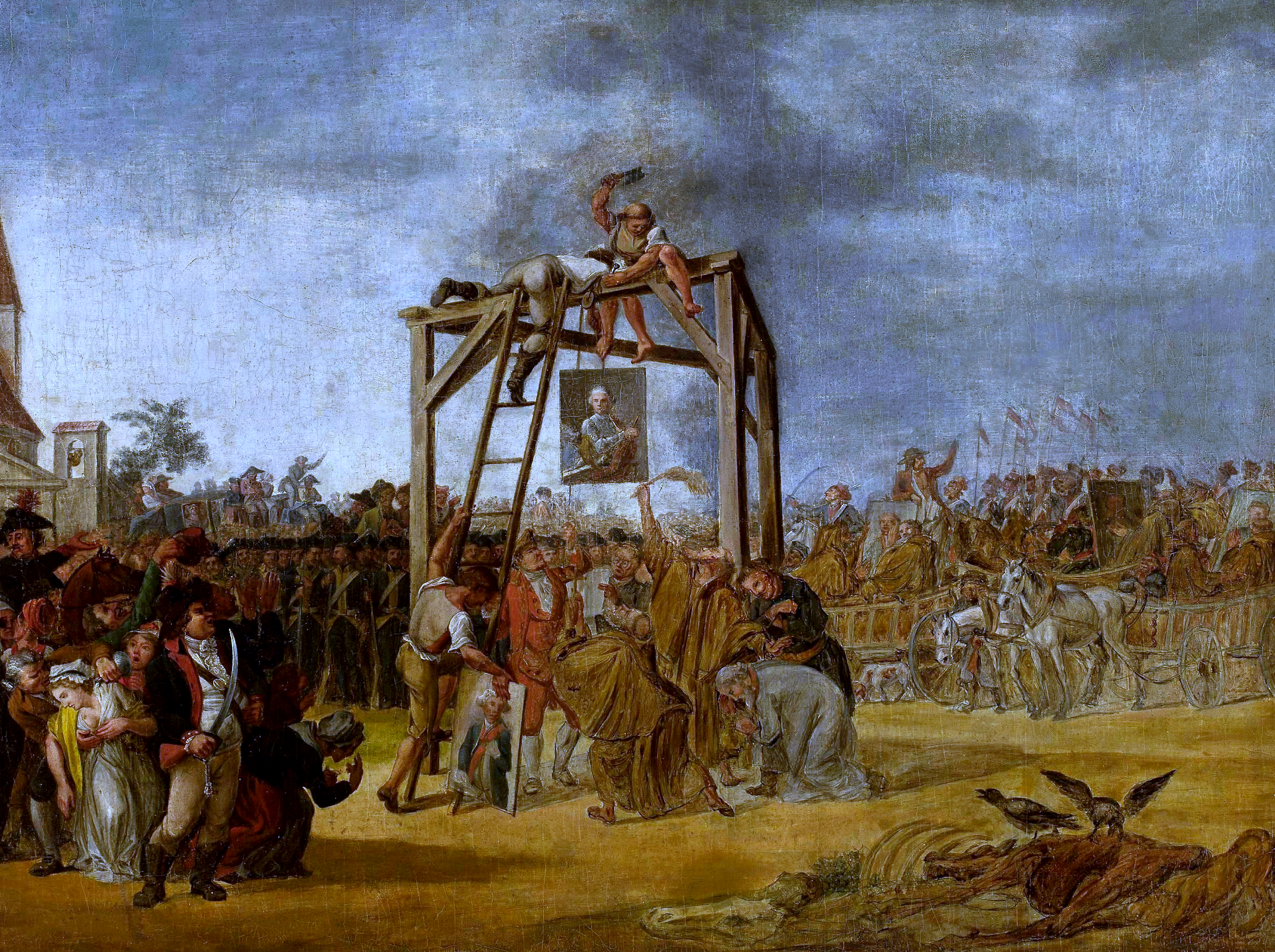
Wieszanie zdrajców (in effigie)
Jan Piotr Norblin

Stefan Böhm (Beym, Bem) (ur. 25 grudnia 1741, zm. 26 lutego 1813) – kat warszawski.

## Życiorys
Po porzuceniu studiów chirurgicznych na Uniwersytecie w Królewcu, został oficjalistą w dobrach Karola Stanisława Radziwiłła. Uczestnik konfederacji barskiej. Ciężko ranny w głowę w starciu z Rosjanami pod Tyńcem. Uratowany przez dworzanina Radziwiłłów, wyjechał do Lidzbarka Warmińskiego, gdzie został wprowadzony w arkana swojego przyszłego zawodu przez miejscowego kata  Muellera. Osiedlił się w województwie brzeskolitewskim, gdzie został dozorcą mostów na Bugu. W 1793 w wyniku nalegań prezydenta Warszawy Ignacego Wyssogoty Zakrzewskiego został katem warszawskim, jako następca Jana Muellera, brata rzeczonego kata lidzbarskiego.
O jego popularności w stolicy świadczyło przysłowie: Pójdziesz ty do Stefanka na śniadanie, co zawierało aluzję do wizyty na szafocie. 
Wykonał większość wyroków śmierci na przywódcach konfederacji targowickiej w czasie insurekcji kościuszkowskiej. Po jego śmierci syn Kacper przejął po nim obowiązki kata Warszawy.